# Mustius superbus
Mustius superbus är en insektsart som beskrevs av Sjöstedt 1901. Mustius superbus ingår i släktet Mustius och familjen vårtbitare. Inga underarter finns listade i Catalogue of Life.